# Königin-Sirikit-Kongresszentrum

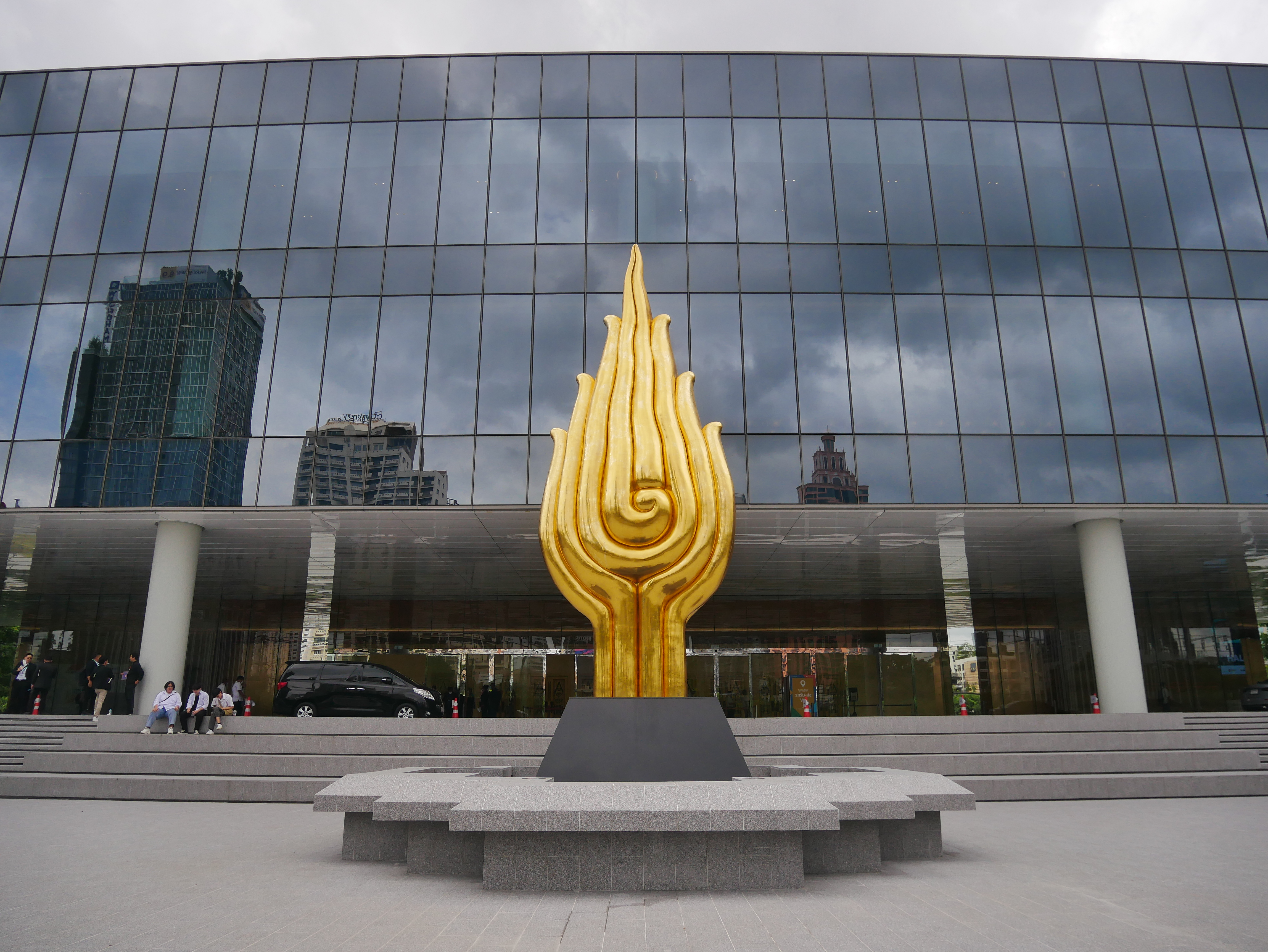
Haupteingang des Kongresszentrums

Das Königin-Sirikit-Kongresszentrum (Thai: ศูนย์ประชุมแห่งชาติสิริกิต; engl.: Queen Sirikit [National] Convention Center) ist ein modernes Kongress- und Ausstellungsgebäude in Bangkok, Thailand, das in thailändischer Architektur ausgeführt ist.

## Lage und Einrichtungen
Die Haupthalle des Kongresszentrums und des umliegenden Komplexes umfasst etwa 35.000 m². Der Plenarsaal kann rund 5.000 Menschen fassen.
Das Kongresszentrum befindet sich in Khlong Toei an der Ratchadapisek-Straße zwischen der Sukhumvit- und der Rama-IV.-Straße. Fußläufig zum Ausstellungsgelände befindet sich eine Station der U-Bahn Bangkok.

## Geschichte
Ursprünglich war das Gebäude für die 46. Jahresversammlung der Weltbank/IMF vorgesehen und wurde 1989 in Angriff genommen. Es ist nach Königin Sirikit benannt und wurde von ihr gemeinsam mit König Bhumibol Adulyadej am 29. August 1991  eröffnet.